# Manuel Dios
Manuel Dios (Villanueva de la Cañada, 24 de maig de 1990) és un actor i guionista espanyol.
Neix a Villanueva de la Cañada, amb vinculacions a Galícia per part de la família paterna, concretament Vilagarcía de Arousa.
És conegut sobretot pel seu paper a la sèrie Cuéntame cómo pasó de Televisió Espanyola, des dels inicis de la sèrie al 2001, quan encara era un nen, interpretant un dels amics del protagonista Carlos Alcántara, fins a l'actualitat, si bé el personatge va estar absent en les temporades 10, 13 i 15. Alhora que realitzà la formació en un màster de guió per a cinema i televisió per formar-se com a guionista, des de 2021 va ser integrat a l'equip de guió, coordinat per Joaquim Oristrell, i ha compaginat aquesta nova feina amb la d'actor a la sèrie.
A banda de Cuéntame, l'actor també ha participat a Somne d'Isidro Ortiz i al telefilm Contamos todos. El 2010 també va col·laborar en la sèrie històrica 50 años de..., que tracta sobre l'evolució de la societat espanyola.